# Neopsallus powelli
Neopsallus powelli är en insektsart som beskrevs av Schuh och Schwartz 2004. Neopsallus powelli ingår i släktet Neopsallus och familjen ängsskinnbaggar. Inga underarter finns listade i Catalogue of Life.